# Италијанске тешке крстарице класе Зара
Зара (итал. Zara) била је главна класа тешких крстарица у италијанској морнарици за време Другог светског рата. Саграђена су четири брода те класе: Зара (1930), Фиуме (1930), Гориција (1930) и Пола (1931).

## Развој
Почетком 1928. године у итлијанској морнарици увидели су потребу за усавршавањем пројекта тешке крстарице класе Тренто, која се сматрала добро наоружаном, али преслабо заштићеном да би била способна носити се с могућим супарницима на мору (првенствено Французима). Одлучено је да се пројект модификује на начин да се повећа оклопна заштита, уз жртвовање максималне брзине. Будући да су на снази већ била ограничења Вашингтонског уговора, који је ограничавао стандардни депласман тешких крстарица на 10.000 тона, начелно се сматрало да се тражени промер наоружања (8 топова од 203/53; 16 топова од 100/47; 4 или 6 топова 40/39; 8 тешких митраљеза од 13,2 mm, два хидроавиона), оклопне заштите (палуба 70 mm, командни мост, топовске куле и вертикални појас 150 mm) и брзине (32-33 чв, парне турбине снаге 95.000 КС) може “угурати” у уговорна ограничења. Убрзо се, међутим, увидело да ће се за постизање тражених параметара морати посегнути преко додијељене истиснине, тако да је коначни пројект за тешку крстарицу класе Зара стандардно истискивао од 11.508 до 11.900 тона, док је под пуним оптерећењем истиснина била од 14.168 до 14.560 тона.

## Изградња
Бродови су, уз “Зара”, добили имена “Фиуме”, “Пола” и “Гориција”. Грађени су у бродоградилиштима у Трсту, Ла Специји и Ливорну, и ушли су у слзжбу крајем 1931. године (осим Поле, која је завршена крајем 1932. године). Због оклопне заштите која је била много јача од оне на тешким крстарицама класе Тренто, у почетку су нови бродови класификовани као “оклопне крстарице”, али је још прије њиховог уласка у строј тај назив промијењен у “тешке крстарице типа Вашингтон”, стандардне истиснине од 10.165 тона. Гледано унутар групе сличних бродова светских морнарица, доста се наилази на податак да тешке крстарице Зара представљају савршенство пројекта таквог типа, са оптималним односом наоружања, брзине и оклопне заштите. У италијанској РМ, ти су бродови сачињавали 1. дивизију тешких крстарица.

## Други светски рат
Скоро сви бродови ове класе, Зара, Пола и Фиуме, потопљени су током битке код Матапана 1941, а Гориција је потопљена 1944, док је била у рукама Немаца.